# Чивитакуана
Чивитакуана (итал. Civitaquana) — коммуна в Италии, располагается в регионе Абруццо, в провинции Пескара.
Население составляет 123069 человек (2008 г.), плотность населения составляет 3652 чел./км². Занимает площадь 34 км². Почтовый индекс — 65100. Телефонный код — 085.
Покровителями коммуны почитаются святой Цетей и святой Эгидий, празднование 1 сентября.

## Демография
Динамика населения:

## Администрация коммуны
- Телефон: 8542831
- Официальный сайт: http://web.tiscali.it/civitaquanaservizi/